# Dracaena afromontana
Dracaena afromontana är en sparrisväxtart som beskrevs av Gottfried Wilhelm Johannes Mildbraed. Dracaena afromontana ingår i släktet dracenor, och familjen sparrisväxter. Inga underarter finns listade i Catalogue of Life.